# بايرون برايس
بايرون برايس (بالإنجليزية: Byron Price) هو صحفي أمريكي، ولد في 1891 في توبيكا في الولايات المتحدة، وتوفي في 6 أغسطس 1981 في مقاطعة هينديرسون في الولايات المتحدة.

## روابط خارجية
- بايرون برايس على موقع مونزينجر (الألمانية)